# Международный аэропорт имени Чоудхари Чарана Сингха
Международный аэропорт имени Чоудхари Чарана Сингха (англ. Chaudhary Charan Singh International Airport) (ИАТА: LKO, ИКАО: VILK) — аэропорт в Индии, расположен в 15 километрах от города Лакхнау. Аэропорт назван в честь 5-го премьер-министра Индии Чоудари Чарана Сингха. Это 12-й по загруженности аэропорт в Индии, а также второй по загруженности и самый большой в Северной и Центральной Индии.

## История
Аэропорт был построен в 1986 году для содействия корпоративных и правительственных чиновников. С увеличением числа пассажиров, ассоциация аэропортов Индии решила модернизировать аэропорт. 17 июля 2008 года правительство Индии назвала аэропорт в честь Чоудхари Чаран Сингха. Международный статус приобрёл в мае 2012 года. Модернизированный в 2012 году терминал используется как для прилета и вылета внутренних и международных рейсов. Новый терминал представляет собой трехуровневое здание, которое может вместить около 650 пассажиров одновременно.

## Терминалы

### Терминал 1
Терминал 1 в настоящее время используется для международных рейсов. Он имеет два заезда и три вылетающих выхода, а также два иммиграционных счетчика.

### Терминал 2
Терминал был открыт министром гражданской авиации Аджитом Сингхом 19 мая 2012 года. Терминал имеет пять выходов и используется для внутренних рейсов.

### Терминал 3
Терминал находится в фазе проектирования.